# Gimme Some More
"Gimme Some More" é o primeiro single de Busta Rhymes de seu terceiro álbum de estúdio E.L.E.. A canção é muitas vezes considerada a melhor dos primeiros trabalhos de Busta, que incluiam complexas rimas velozes e sem fôlego. A faixa foi produzida pelo colaborador regular de Busta, DJ Scratch. Os riffs de violino que acompanham a batida principal são sampleados do tema de abertura do filme de Alfred Hitchcock Psycho, compostos por Bernard Herrmann. Em 2000, foi nomeada para o Grammy Award de Melhor Performance Solo de Rap, mas perdeu para My Name Is, de Eminem.

## Video-clipe
O vídeo clipe de "Gimme Some More" foi dirigido por Hype Williams junto com o próprio Busta Rhymes, creditado como Busta Remo. Como muitos dos primeiros clipes de Busta, esse foi filmado através de lentes de olho de peixe em câmera lenta e é na maioria absurdo em natureza. Começando com uma introdução parecida com Looney Tunes, o clipe começa com Busta narrando no fundo, lembrando de quando ele bateu a cabeça uma vez quando criança. Um garotinho imitando Busta quando criança faz essa cena. Uma mulher sai correndo da casa para socorrer Busta, perguntando a ele como Busta narra, "Você bateu a cabeça?" Busta diz "Sim…" A mulher então pergunta, "Então isso significa que você vai fazer eles se ligarem?" com Busta respondendo "Sim…Flip Mode…Flip Mode é o maior!" De repente, a criança se transforma em um pequeno e estranho monstro azul com grandes olhos amarelos e dentes afiados e persegue a mulher pela casa. A história é cortada com cenas de Busta Rhymes e outros membros do Flip Mode Squad em trajes e situações ultrajantes. Busta é visto como lutador de boxe, corretor da bolsa, policial, mineiro, um texano parecido com o Eufrasino segurando duas pistolas, musculador, cafetão e uma pessoa amarrada prestes a ser atropelada por um trem a la The Perils of Pauline. O clipe termina com um suspense não resolvido, com a mulher presa em cima de uma geladeira e o monstro subindo cada vez mais perto dela.

## Lista de faixas

### CD single
1. "Gimme Some More" (Clean Version)
2. "Gimme Some More" (Dirty Version)
3. "Do It Like Never Before"

## Posição nas paradas
| Parada (1999)                          | Posição topo |
| -------------------------------------- | ------------ |
| U.S. Billboard Hot R&B/Hip-Hop Songs   | 29           |
| U.S. Billboard Hot R&B/Hip-Hop Airplay | 24           |
| U.S. Billboard Bubbling Under Hot 100  | 5            |
| U.S. Billboard Rhythmic Top 40         | 36           |
| UK Singles Chart                       | 5            |